# Brachymeria bengalensis
Brachymeria bengalensis är en stekelart som först beskrevs av Cameron 1897.  Brachymeria bengalensis ingår i släktet Brachymeria och familjen bredlårsteklar. Inga underarter finns listade.